# Episodi di Spyders (seconda stagione)
La seconda stagione di Spyders viene annunciata insieme alla prima il 5 agosto 2019. La stagione fa il suo debutto in Israele dal 7 maggio all'11 giugno 2020 su TeenNick. In Italia inizia dal 22 febbraio al 19 marzo 2021. Questa volta , la serie non va in onda con un doppio appuntamento dal lunedi al venerdi come successe nella prima , ma bensì , un appuntamento solo dal lunedì al venerdì. In chiaro è ancora inedita
| n° | Titolo originale | Titolo italiano        | Prima TV Israele | Prima TV Italia  |
| -- | ---------------- | ---------------------- | ---------------- | ---------------- |
| 1  | 21 פרק           | Gomma a terra          | 7 maggio 2020    | 22 febbraio 2021 |
| 2  | 22 פרק           | La valigia             | 8 maggio 2020    | 23 febbraio 2021 |
| 3  | 23 פרק           | Il campeggio           | 11 maggio 2020   | 24 febbraio 2021 |
| 4  | 24 פרק           | Piano B                | 12 maggio 2020   | 25 febbraio 2021 |
| 5  | 25 פרק           | Lo specchietto         | 13 maggio 2020   | 26 febbraio 2021 |
| 6  | 26 פרק           | La verità              | 14 maggio 2020   | 1 marzo 2021     |
| 7  | 27 פרק           | Il riscatto            | 15 maggio 2020   | 2 marzo 2021     |
| 8  | 28 פרק           | Un nuovo capitolo      | 18 maggio 2020   | 3 marzo 2021     |
| 9  | 29 פרק           | Il lasciapassare       | 19 maggio 2020   | 4 marzo 2021     |
| 10 | 30 פרק           | Addestramento spie     | 20 maggio 2020   | 5 marzo 2021     |
| 11 | 31 פרק           | La trappola            | 21 maggio 2020   | 8 marzo 2021     |
| 12 | 32 פרק           | Ripartire da zero      | 22 maggio 2020   | 9 marzo 2021     |
| 13 | 33 פרק           | Il cristallo           | 23 maggio 2020   | 10 marzo 2021    |
| 14 | 34 פרק           | 63 ore                 | 25 maggio 2020   | 11 marzo 2021    |
| 15 | 35 פרק           | La missione            | 26 maggio 2020   | 12 marzo 2021    |
| 16 | 36 פרק           | Il rapimento           | 27 maggio 2020   | 15 marzo 2021    |
| 17 | 37 פרק           | Il segreto di Nikki    | 28 maggio 2020   | 16 marzo 2021    |
| 18 | 38 פרק           | Il conto alla rovescia | 29 maggio 2020   | 17 marzo 2021    |
| 19 | 39 פרק           | Corsa contro il tempo  | 1 giugno 2020    | 18 marzo 2021    |
| 20 | 40 פרק           | Minuti contati         | 11 giugno 2020   | 19 marzo 2021    |